# 葉仲垣
葉仲垣（？—17世紀），嘉興府秀水縣人，明朝、南明軍事人物。

## 生平
葉仲垣年輕時父母去世，投身成為運漕糧、撐船的士兵，崇禎末年到南京充任禁軍；弘光帝繼位後，他曾出入羽林擔任殿前刀手。他看到國勢艱難，於是含著刀、綁著自己在午門外上陳四事：清心寡欲、居重馭輕、明目達聰、激濁揚清，未獲理會。南京失守，他生活潦倒，回鄉成為傭人，老年在寺廟乞討食物，窮餓而死。

## 引用
1. 1 2  錢海岳《南明史·卷三十三·列傳第九》：葉仲垣，秀水人。少喪父母，傭身為漕卒刺船。崇禎末，至南京充禁軍。安宗即位，嘗出入羽林，為殿前刀手。目擊時艱，銜刀自縛午門外，陳四事：一曰清心寡欲，二曰居重馭輕，三曰明目達聰，四曰激濁揚清。大畧言：

  國事搶攘之秋，強敵在外，強鎮在內，不思自強以圖恢復，乃後宮數千，歌舞浹旬，大臣有狎客之風，宦豎皆花鳥之使，坐使忠臣喪氣，烈士摧肝，可危者一；唐時藩鎮縱多跋扈，有一二賢將迎鑾餽餉，靈武、興元實因以復國。今諸將在外，招之不來，麾之不去，間有自稱扈蹕者，亦陽奉陰違，其源皆繇於禁衛不振，羽林越騎徒然備員，即有旦夕之警，非此輩不足以禦敵，故士志日驕，而臣節益損，腹心空虛，尾大不掉，可危者二；古來將相協和，則國勢日振，廉、藺刎頸，千古可師。今閣臣懸軍於外，以圖北指，本依倚為長城，乃羽檄交馳，而九閽不知，庚癸頻呼，而百司罔聞，以江、淮為棄土，以督師為孤注，必至與城俱斃而後已。門戶之事，尚不及周知，況能望黃龍塞乎？可危者三；納粟捐金，拜爵贖罪，雖補救於一時，然吏道之雜，未有不繇於此者。士類既濁亂，而資格混淆，四民皆恥其本業，務求非分之財，頃刻郎吏，忽然金紫，奔走馳驅，罔非白丁銅臭，一旦有事，此輩豈堪任干城而扞牧圉乎？民貧極矣，上因而收其餘財，強者得財則為官，不得則為盜賊，懦者轉死道路，國無人矣，誰可與守？可危者四。

書入不省。
2. ↑  錢海岳《南明史·卷三十三·列傳第九》：南京亡後，落魄江湖，歸仍為人傭。年老丐食僧院，窮餓死。